# Спатово
Спа́тово (болг. Спатово) — село в Благоєвградській області Болгарії. Входить до складу общини Санданський.

## Населення
За даними перепису населення 2011 року у селі проживали 110 осіб, усі — болгари.
Розподіл населення за віком у 2011 році:
Динаміка населення: